# Angola (Indiana)
Angola és una població dels Estats Units a l'estat d'Indiana. Segons el cens del 2000 tenia 7.344 habitants.

## Demografia
Segons el cens del 2000, Angola tenia 7.344 habitants, 2.769 habitatges, i 1.578 famílies. La densitat de població era de 670,3 habitants per km².
Dels 2.769 habitatges en un 30,3% hi vivien nens de menys de 18 anys, en un 41% hi vivien parelles casades, en un 11,8% dones solteres, i en un 43% no eren unitats familiars. En el 34,2% dels habitatges hi vivien persones soles el 13,5% de les quals corresponia a persones de 65 anys o més que vivien soles. El nombre mitjà de persones vivint en cada habitatge era de 2,32 i el nombre mitjà de persones que vivien en cada família era de 2,99.
Per edats la població es repartia de la següent manera: un 22,7% tenia menys de 18 anys, un 20,7% entre 18 i 24, un 26,7% entre 25 i 44, un 17% de 45 a 60 i un 12,9% 65 anys o més.
L'edat mediana era de 29 anys. Per cada 100 dones de 18 o més anys hi havia 107,3 homes.
La renda mediana per habitatge era de 34.925 $ i la renda mediana per família de 43.848 $. Els homes tenien una renda mediana de 32.031 $ mentre que les dones 23.258 $. La renda per capita de la població era de 16.750 $. Entorn del 8,1% de les famílies i el 10,5% de la població estaven per davall del llindar de pobresa.

## Poblacions més properes
El següent diagrama mostra les poblacions més properes.